# ليو كيوتزا موني
السير ليو جورج كيوتزا موني (13 يونيو 1870 – 25 سبتمبر 1944)، ولد باسم ليوني جورجيو كيوتزا، كان منظّرًا اقتصاديًّا ولد في إيطاليا وانتقل إلى بريطانيا في تسعينيات القرن التاسع عشر، حيث ذاع صيته كسياسي وصحفي ومؤلف. جذبت آراؤه في السنوات الأولى من القرن العشرين اهتمام رئيسي وزراء مستقبليين، وهما ديفيد لويد جورج وونستون تشرتشل. بعد عمله سكرتيرًا برلمانيًّا خاصًّا لدى لويد جورج، أصبح وزير حكومة في المراحل الأخيرة من الحرب العالمية الأولى. أثار تعامل الشرطة مع قضية بُرئ فيها هو وعاملة في أحد المصانع اسمها إيرين سافيدج من ارتكابهما سلوكًا مشينًا الكثير من الجلبة في الوسط السياسي وفي الرأي العام. أدين بعد عدة سنوات بتهمة تتعلق بامرأة أخرى.

## خلفيته وبداية مسيرته المهنية
ولد موني في جنوا في إيطاليا. كان والده أنجلو-إيطاليًّا وأمه إنجليزية. تعلم في مدارس خاصة وغير اسمه في عام 1903 بشكل كبير ليناسب اللغة الإنجليزية، مضيفًا «موني» لأسباب وصفها جون غريغ كاتب سيرة لويد جورج الذاتية بأنها «أسباب تتعلق بالأسماء المنسوبة». ولدت له طفلة من زوجته غويندولين، واسمها غويندولين دوريس، في عام 1896

### مؤلفاته الاقتصادية
أثبت موني نفسه في لندن كصحفي مرموق، وأصبح معروفًا بشكل خاص باستخدامه التحليل الإحصائي. سمي في بعض الأحيان اقتصاديًّا «ليبراليًّا جديدًا». كان مدير تحرير كوميرشال إنتليجنس التابعة لهنري سِل بين عامي 1898 و1902، وهي جريدة معنية بقضية التجارة الحرة، والتي أيدها موني أيضًا في كتابه التجارة البريطانية ومشكلة الاتحاد الجمركي الألماني (يوليو 1902) وكذلك عناصر المشكلة المالية (1903). أتت هذه الكتب في وقتها المناسب بالنظر إلى احتدام النقاش السياسي وفي الأوساط العامة بشأن ما عرف بالتفضيلات الإمبراطورية، وهو الأمر الذي أدى بجوزيف تشامبرلين إلى الاستقالة من حكومة آرثر بلفور المحافظة في عام 1903. جادل موني بأنه، رغم عدم اقتراح أحد «نظامًا جمركيًّا بريطانيًّا على الطريقة الألمانية أو اتحادًا جمركيًّا إمبراطوريًّا... فإن الأمم الإمبراطورية كأمتنا لا يمكنها تحمل منفعة المستعمرات بمنحها تسهيلات ضريبية لمنتجاتها، لأن... هم لا يستطيعون توفيرها بكميات كافية لدعم صناعاتنا وشعبنا». يبدو أن كلماته كان لها وقع عند ونستون تشرتشل، الذي كان حينها عضوًا برلمانيًّا محافظًا، انتقل إلى الحزب الليبرالي في عام 1904 ظاهريًّا بسبب مبادئه الخاصة بالتجارة الحرة؛ ولكن في مراسلات تشرتشل اللاحقة مع موني، على الأرجح أنه بالغ في إظهار مدى تأثيره. بالرغم من ذلك، فإن تشرتشل أبلغ موني بوضوح في عام 1914 أنه كان «أستاذًا في الإحصائيات الفعالة ولا أحد يدافع عن قضية ما بشكل أكثر أصالةً أو قوةً».

#### ثروات وفقر(1905)
نشر موني في عام 1905 العمل الذي شهره، ثروات وفقر. هذا التحليل لتوزيع الثروات في المملكة المتحدة، والذي راجعه في عام 1912، أثبت جدارته في التأثير وكثيرًا ما اقتبس منه علماء الاجتماع، والسياسيون العماليون، والنقابيون. ذكر كليمنت آتلي، الذي أصبح فيما بعد رئيس وزراء من حزب العمل، والذي أسست حكومته في الأعوام 1945-1951 لمفهوم دولة الرفاه، أنه حين كان يعمل في نادٍ للفتيان في هيليبوري، أمضى أمسيةً يدرس ثروات وفقر. من بين الأشياء التي ادعاها موني في كتابه أن 87% من الممتلكات الخاصة يملكها 883,000 شخصًا (أو 4.4 مليون شخص إذا شملت الإحصائية العوائل ومن يعتمدون على أموال الملاك ماديًّا «المُعالين»)، في حين يتشارك نسبة 13% المتبقية 38.6 مليون شخص. اتهمت هذه الإحصائيات وغيرها في ذلك الوقت بأنها لا تأخذ بالحسبان العمر والتسلسلات أو البنى العائلية بشكل كافٍ، ولكنها كانت تقتبس بشكل مستمر بوصفها أفضل الأرقام الموجودة من نوعها آنذاك. سعى موني أيضًا لتحديد الطبقة الوسطى في بريطانيا كميًّا ولمعرفة إحصائية الثروة للشخص الواحد، ووفقًا لحساباته كان 861,000 شخص في عام 1905 و917,000 شخص في عام 1912 يمتلكون ممتلكات تقدر قيمتها بين 500 جنيه إسترليني و50,000 جنيه إسترليني، ولكن مع السماح لأربعة أشخاص معتمدين ماديًّا «معالين» لكل مالك عقار، كان الرقم لكل شخص أقل من 1000 جنيه إسترليني. أشارت نتائجه بشكل عام إلى الحجم المتواضع لثروات الطبقة المتوسطة في العصر الإدواردي، وهي صورة متسقة بشكل عام مع الحسابات التي أجراها كل من روبرت غيفن ومايكل مولهال في ثمانينيات القرن التاسع عشر (مع أن موني ارتأى أن ثروات الشركات كانت تتجه بازدياد لتصبح مركزةً في أيدٍ قليلة، في حين استنتج غيفن -وآخرون مثل ليوني ليفي- مع اقتراب نهاية القرن التاسع عشر أن الثروات تميل للتوزع بين أعداد متزايدة من الأشخاص)
في هذه الأوقات، تشارك موني أحيانًا منصات جمعية فابيان مع مفكرين آخرين يشابهونه من حيث الأفكار كسيدني ويب وإتش. جي. ويلز.